# Шеверовский, Томаш
Томаш Шеверовский (1630―1640-е, Минск ― 1699, Бытень) ― белорусский композитор Великого княжества Литовского, представитель восточнославянского барокко, дирижёр, певец, педагог.

## Биография

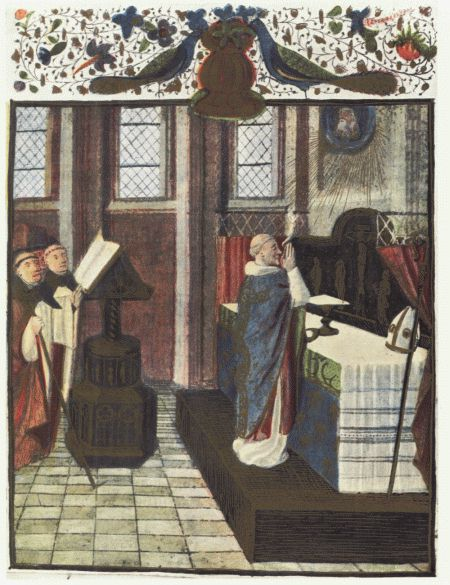
Понтификальная торжественная месса

Известия о Шеверовском встречаются в списках XVIII века наравне с биографиями известных монахов-униатов. Родился в минской униатской семье. Учился философии и теологии в Виленской иезуитской академии. В 1660-х гг. занимался композиторской и преподавательской деятельностью. Соученик по академии с более известным композитором Николем Дилецким. В 1670―1680-е гг. регент капеллы киевского униатского митрополита Киприана Жоховского.
Со своей капеллой выступал на сеймах Речи Посполитой, участвовал в понтификальной католической мессе, проводившейся римским понтификом. После смерти Жоховского, принял постриг в Виленском Троицком монастыре с именем Теодор. Занимал церковные руководящие должности в Полоцке и Бяле Краковской, но музыкальных занятий не оставил: управлял хором и преподавал церковное пение. Умер в Бытенском униатском монастыре.

## Творчество
Церковное искусство униатства создавалось на византийско-славянской основе, это отразилось и на музыке Шеверовского. В реестре львовской братской школы за 1697 год перечисляются некоторые произведения композитора: Пасхальный и Колядный каноны, восьмиголосная Вечерня и Служба Божия.
О мотетах Шеверовского для грекокатолической службы, созданных на церковнославянские тексты, исследователи знали лишь по документам. В конце XX века в архивах были найдены два сочинения: шестиголосая Литания Пресвятой Деве Марии (Лоретанская) и цикл восьмиголосной Вечерни. Мотеты реконструрированы петербургским композитором И. В. Мациевским и белорусским музыковедом И. В. Герасимовой. Вечерня издана И. В. Герасимовой.
В октябре 2012 года в исполнениях X Львовского фестиваля старинной музыки впервые прозвучали произведения Томаша Шеверовского.